# Хакон Магнуссон
Ха́кон (Хо́кон) Ма́гнуссон (норв. Hákon Magnússon, швед. Håkan Magnusson; 1340 — 1380) — король Швеции (Хокан II) 1362—1363, король Норвегии (Хокон) с 1343 из династии Фолькунгов, сын Магнуса II Эриксона, короля Швеции и Норвегии, и Бланки Намюрской, дочери Жана I, графа Намюра.

## Биография
15 августа 1343 года король Швеции Магнус II провозгласил своего несовершеннолетнего сына Хокона — королём Норвегии. К 1344 году относится жалованная грамота Хокона Магнуссона бондам Нерёя. Она скреплена королевской печатью, рисунок которой представляет собой орнаментальную комбинацию флёр-де-лисов, заимствованную из французской геральдики.
Однако вплоть до 1355 года реальная власть в Норвегии оставалось в руках Магнуса. Затем, 15 февраля 1362 года, Магнус организовал выборы Хокона королём Швеции, разделив с ним власть.

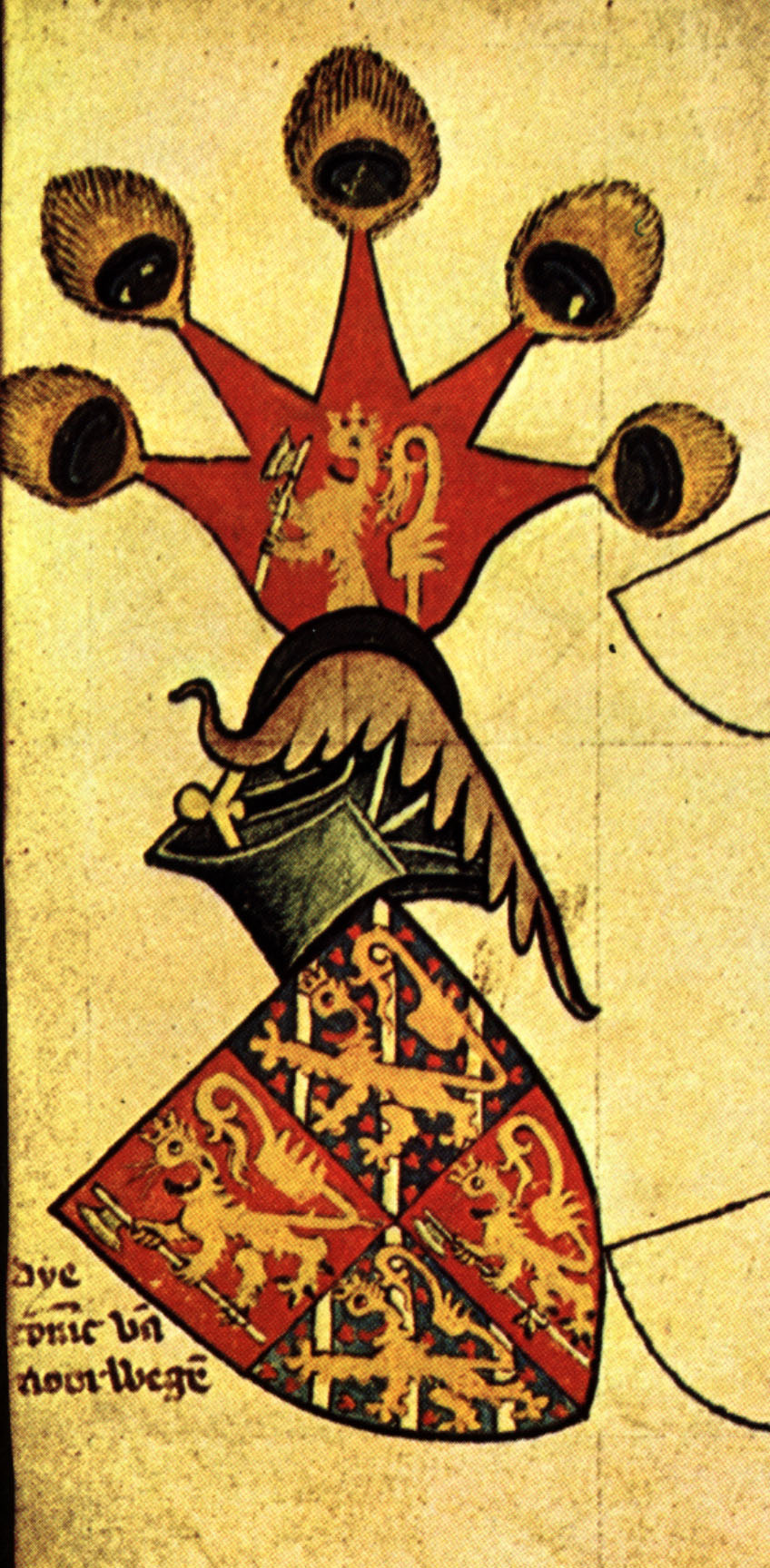
Герб Хокона VI

В 1363 году Магнус II заключил династический союз с датским королём Вальдемаром Аттердагом, устроив брак Хокона VI Норвежского с 11-летней дочерью Вальдемара, Маргаритой (в датской транскрипции: Маргрете). Этот брак знаменовал собой подчинение Норвегии тотальному датскому влиянию. Из него впоследствии «выросла» Кальмарская уния трёх северных королевств. В том же 1363 году Магнус и Хокон были изгнаны из Швеции Альбрехтом Мекленбургским. Несколько лет Хокон и Магнус вели борьбу с Альбрехтом за Шведский трон, но она закончилась безрезультатно; после поражения близ Энчёпинга и пленения Магнуса оба они отказались от притязаний на шведский престол.
В 1370 г. у Хокона и Маргариты родился сын Олаф, ставший в 1376 г. королём Дании.
Хокон VI погребён в церкви Св. Марии (Осло).

## Брак и дети
Жена: Маргрете I (1353—1412) — королева Дании с 1387 г.
Дети:
- Олав (1370—1387), король Дании с 1376, король Норвегии с 1380 г.